# Northeast Times
Le Northeast Times est un journal américain, rédigé et édité à Philadelphie en Pennsylvanie, destiné à l'origine uniquement à la communauté nord de la ville.